# Горња Аустрија
Горња Аустрија ( , стари назив: Erzherzogtum Österreich ob der Enns — „крунско Аустријско војводство горе од (реке) Енс“) је једна од 9 савезних покрајина Републике Аустрије, у њеном северном делу. Главни град Горње Аустрије је Линц.

## Положај
Горња Аустрија заузима северни део Аустрије. Покрајина се граничи:
- на северу - Чешка,
- на истоку - покрајина Доња Аустрија,
- на југу - покрајина Штајерска,
- на југозападу - покрајина Салцбург,
- на западу - Немачка.

## Природне одлике
Са површином од 11,981 km² Горња Аустрија је четврта по величини покрајина у држави.
Рељеф: Горња Аустрија је подељена на три целине. На северу, до границе са Чешком, се пружа подручје нижих и средње високих планина, звано Мухл. У средишњем делу налази се пространа котлина реке Дунав, најчешће благо заталасана. Надморска висина је око 250-400 метара. Изразито планинска подручја се јављају на југу - Горњоаустријски Алпи. На Алпима се налази и врхови са преко 2000 метара надморске висине. У подножју Алпа има доста термалних извора, па је дати део покрајине богат бањама.
Клима: Горња Аустрија има благу умерено континенталну климу, која само у вишим деловима прелази у планинску.
Воде: Средишњим делом Горње Аустрије протиче Дунав, који се данас сматра саставним делом покрајинског идентитета. Дунав у покрајини има неколико притока: са севера теку реке Велики Мухл и Мали Мухл, а са југа реке Ин (граница ка Немачкој) са притоком Салцах, те Траун и Енс.

## Историја
Иако је појам Горње Аустрије постојао још од средњег века, данашња покрајина настала је деобом Аустријског војводства по образовању Републике Аустрије после Првог светског рата. Датом деобом је настала и покрајина Доња Аустрија.

## Становништво
По последњим подацима из 2011. године Горња Аустрија има преко 1,4 милиона становника, па је после четврта аустријска покрајина по броју становника. Последњих деценија број становника се брже повећава од државног просека услед високог нивоа развијености покрајине.
Густина насељености је близу 120 ст./км², што осетно више од државног просека. Делови уз град Линц и низине су много боље насељени (150-300 ст./км²), док су планински простори на северу и југу много мање густине насељености (<50 ст./км²).
Етнички састав: Горња Аустрија је традиционално насељена аустријским Немцима. Историјских мањина нема, али се последњих деценија значајан број досељеника (посебно Југословена и Турака) населио у већим градовима и насељима око Беча.

## Привреда
Горња Аустрија је високо развијена покрајина, посебно околина Линца. Ту је смештена и најгушћа мрежа саобраћајница.
Традиционално се разликују четири целине (тзв. четврти) према традиционалним привредним делатностима:
1. север - Четврт Мухл - шумарство, коришћење воде (воденице, млинови);
2. исток - Четврт Траун - индустрија, туризам;
3. запад - Четврт Ин - пољопривреда;
4. средина и југ - Четврт Хаузрук - воћарство.

Пољопривреда: Иако је последњих деценија са бржом индустријализацијом дошло до смањења значаја пољопривреде она је и даље развијена, посебно виноградарство и воћарство.
Индустрија: Преовлађује високо развијена индустрија везана за подручја Линца, Велса и Штајра.
Туризам: Постоји неколико развијених туристичких грана у Горњој Аустрији. Посебно је познат јужни део покрајине, у оквиру Алпа, где је развијено више грана туризма: зимски, бањски (Бад Ишл), језерски (Гмунден).

## Управна подела
Покрајина се дели на 18 подручних јединица - округа (Bezirk) - 3 градска округа (тзв. статутарни градови) и 15 „уобичајених“ округа. Даље се окрузи деле на општине - укупно њих 444.
| Бр. | Статутарни град /градски округ | Матични назив | Површина (у km²) | Број ст. (2010) | скр. |
| --- | ------------------------------ | ------------- | ---------------- | --------------- | ---- |
| 1.  | Велс                           | Wels          | 45,92            | 58.574          | WE   |
| 2.  | Линц                           | Linz          | 96,05            | 189.311         | L    |
| 3.  | Штајр                          | Steyr         | 26,56            | 38.365          | SR   |

| Бр. | Округ                         | Матични назив                 | Град - седиште        | Површина (у km²) | Број ст. (2010) | скр. |
| --- | ----------------------------- | ----------------------------- | --------------------- | ---------------- | --------------- | ---- |
| 1.  | Браунау ам Ин (округ)         | Bezirk Braunau am Inn         | Браунау ам Ин         | 1.040,38         | 97.382          | BR   |
| 2.  | Велс-Ланд (округ)             | Bezirk Wels-Land              | Велс                  | 457,66           | 67.175          | WL   |
| 3.  | Гмунден (округ)               | Bezirk Gmunden                | Гмунден               | 1.432,62         | 99.663          | GM   |
| 4.  | Грискирхен (округ)            | Bezirk Grieskirchen           | Грискирхен            | 578,99           | 62.677          | GR   |
| 5.  | Ефердинг (округ)              | Bezirk Eferding               | Ефердинг              | 259,46           | 31.690          | EF   |
| 6.  | Кирхдорф ан дер Кремс (округ) | Bezirk Kirchdorf an der Krems | Кирхдорф ан дер Кремс | 1.239,79         | 55.806          | KI   |
| 7.  | Линц-Ланд (округ)             | Bezirk Linz-Land              | Линц                  | 460,25           | 138.116         | LL   |
| 8.  | Перг (округ)                  | Bezirk Perg                   | Перг                  | 611,86           | 65.620          | PE   |
| 9.  | Рид им Инкрајс (округ)        | Bezirk Ried im Innkreis       | Рид им Инкрајс        | 585,01           | 58.676          | RI   |
| 10. | Рорбах (округ)                | Bezirk Rohrbach               | Рорбах                | 827,95           | 57.073          | RO   |
| 11. | Урфар-Умгебунг (округ)        | Bezirk Urfahr-Umgebung        | Линц                  | 649,33           | 80.782          | UU   |
| 12. | Фрајштат (округ)              | Bezirk Freistadt              | Фрајштат              | 993,86           | 64.939          | FR   |
| 13. | Феклабрук (округ)             | Bezirk Vöcklabruck            | Феклабрук             | 1.084,26         | 129.943         | VB   |
| 14. | Шердинг (округ)               | Bezirk Schärding              | Шердинг               | 1618,49          | 56.667          | SD   |
| 15. | Штајр-Ланд                    | Bezirk Steyr-Land             | Штајр                 | 971,70           | 58.779          | SE   |

## Збирка слика важнијих градова покрајине
- Штајр
- Велс
- Бад Ишл
- Феклабрук